# Puffin à pieds pâles
Ardenna carneipes
Espèce
Statut de conservation UICN

 LC  : Préoccupation mineure
Le Puffin à pieds pâles (Ardenna carneipes) est une espèce d'oiseaux de la famille des Procellariidae.

## Répartition
Cette espèce vit dans les océans Pacifique et Indien.